# Stanovsko
Stanovsko – wieś w Słowenii, w gminie Poljčane. W 2018 roku liczyła 225 mieszkańców.